# Suzanne (Leonard Cohen)

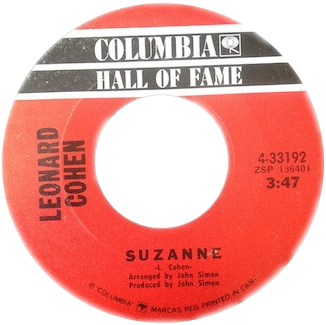
Single van Suzanne

Suzanne is een nummer van de Canadese zanger-dichter Leonard Cohen uit 1966. Het is een van de bekendste nummers van Cohen, mede dankzij de vele cover-versies die ervan zijn verschenen.

## Oorsprong
Suzanne verscheen voor het eerst als gedicht in de dichtbundel Parasites of Heaven uit 1966. In hetzelfde jaar werd het voor het eerst op plaat gezet door Judy Collins op haar album In My Life. Pas een jaar later nam Cohen het zelf op voor zijn debuutalbum Songs of Leonard Cohen. Inmiddels was het ook door anderen gecoverd, onder meer door zanger/acteur Noel Harrison. Hij behaalde er in 1967 de 56e plaats mee in de Amerikaanse Hot 100.
In 1969 werd het nummer vertaald in het Nederlands door Rob Crispijn, destijds een van de tekstschrijvers voor Herman van Veen. Die nam deze versie op en had er een grote hit mee in de Top 40. Ook deze versie is in de loop der jaren vele malen gecoverd, onder meer door Frank Boeijen en Liesbeth List.
Door de jaren heen is Suzanne een van Cohens beroemdste nummers geworden. Hij zong het nog steeds tijdens zijn concerten. Naar eigen zeggen is hij er niet heel rijk van geworden, omdat hij - als onervaren artiest - de rechten voor het lied nogal achteloos had weggegeven aan een muziekuitgeverij.

## Hoofdpersoon
Hoewel de tekst sterk poëtisch is en vol beeldspraak zit (met name in het tweede couplet, dat niet over Suzanne, maar over Jezus gaat en ogenschijnlijk geen verband heeft met het eerste en derde couplet), is de beschrijving van Suzanne en wat zij deed vrij accuraat. Cohen schreef het nummer voor Suzanne Verdal, destijds de echtgenote van een vriend van hem, de Canadese beeldhouwer Arman Vaillancourt. Cohen en Verdal waren goed bevriend; beiden hebben altijd ontkend dat er sprake was van een romantische relatie. 
In het boek I'm Your Man: The LIfe of Leonard Cohen van Sylvie Simmons uit 2012 wordt beschreven dat Cohen regelmatig door Verdal werd uitgenodigd in haar appartement in de haven van Montreal (Suzanne takes you down to her place near the river), waar ze dan Constant Comment-thee dronken, een Amerikaans theemerk met sinaasappelsmaak (And she feeds you tea and oranges that come all the way from China). Ook beschrijft Cohen hoe hij en Verdal gaan wandelen door de stad en langs de haven, langs de Notre Dame de Bon Secours (Our Lady of Good Help; in Nederlands: Onze-Lieve-Vrouw van Goede Bijstand), een bekende visserskerk in Montreal (And the sun pours down like honey on our Lady of the harbour).
Suzanne Verdal en Leonard Cohen zijn elkaar niet lang daarna kennelijk uit het oog verloren, want in interviews vertelde Verdal dat ze hem niet meer sprak en dat hij haar ook niet heeft herkend toen zij na afloop van een concert contact probeerde te maken. In 2008 leefde ze als dakloze in Santa Monica in een zelfgemaakte camper, niet in staat te werken vanwege een zware rugblessure die haar in 1999 vrijwel arbeidsongeschikt had gemaakt. In recente jaren heeft ze haar vak als choreografe weer op kunnen pakken.

## Hitnoteringen

### NPO Radio 2 Top 2000
| Nummer met noteringen in de NPO Radio 2 Top 2000 | '99 | '00 | '01 | '02 | '03 | '04 | '05 | '06 | '07 | '08 | '09 | '10 | '11 | '12 | '13 | '14 | '15 | '16 | '17 | '18 | '19 | '20 | '21 | '22 | '23 | '24 |
| ------------------------------------------------ | --- | --- | --- | --- | --- | --- | --- | --- | --- | --- | --- | --- | --- | --- | --- | --- | --- | --- | --- | --- | --- | --- | --- | --- | --- | --- |
| Suzanne                                          | 390 | 395 | 434 | 400 | 320 | 341 | 392 | 280 | 327 | 320 | 206 | 281 | 326 | 302 | 314 | 320 | 417 | 110 | 298 | 394 | 396 | 446 | 480 | 623 | 625 | 678 |

1. ↑  Een vetgedrukt getal geeft de hoogste notering aan.

### Evergreen Top 1000
| Evergreen Top 1000 "Suzanne" | Evergreen Top 1000 "Suzanne" | Evergreen Top 1000 "Suzanne" | Evergreen Top 1000 "Suzanne" | Evergreen Top 1000 "Suzanne" | Evergreen Top 1000 "Suzanne" | Evergreen Top 1000 "Suzanne" | Evergreen Top 1000 "Suzanne" | Evergreen Top 1000 "Suzanne" | Evergreen Top 1000 "Suzanne" | Evergreen Top 1000 "Suzanne" | Evergreen Top 1000 "Suzanne" | Evergreen Top 1000 "Suzanne" | Evergreen Top 1000 "Suzanne" | Evergreen Top 1000 "Suzanne" | Evergreen Top 1000 "Suzanne" | Evergreen Top 1000 "Suzanne" |
| Jaar                         | 2008                         | 2009                         | 2010                         | 2011                         | 2012                         | 2013                         | 2014                         | 2015                         | 2016                         | 2017                         | 2018                         | 2019                         | 2020                         | 2021                         | 2022                         | 2023                         |
| ---------------------------- | ---------------------------- | ---------------------------- | ---------------------------- | ---------------------------- | ---------------------------- | ---------------------------- | ---------------------------- | ---------------------------- | ---------------------------- | ---------------------------- | ---------------------------- | ---------------------------- | ---------------------------- | ---------------------------- | ---------------------------- | ---------------------------- |
| Positie                      | 368                          | 523                          | 516                          | 516                          | 513                          | 110                          | 67                           | 158                          | 127                          | 112                          | 116                          | 117                          | 196                          | 112                          | 117                          | 231                          |